# Placówka Straży Granicznej II linii „Ludwikówka”
Placówka Straży Granicznej II linii „Ludwikówka” – jednostka organizacyjna Straży Granicznej pełniąca służbę ochronną na granicy polsko-czechosłowackiej w okresie międzywojennym.

## Formowanie i zmiany organizacyjne
Rozporządzeniem Prezydenta Rzeczypospolitej Polskiej Ignacego Mościckiego z 22 marca 1928 roku, do ochrony północnej, zachodniej i południowej granicy państwa, a w szczególności do ich ochrony celnej, powoływano z dniem 2 kwietnia 1928 roku  Straż Graniczną.
Rozkazem nr 5 z 16 maja 1928 roku w sprawie organizacji Małopolskiego Inspektoratu Okręgowego dowódca Straży Granicznej gen. bryg. Stefan Pasławski określił strukturę organizacyjną komisariatu SG „Ludwikówka”. Placówka Straży Granicznej II linii „Ludwikówka” znalazła się w jego strukturze.

## Kierownicy/komendanci komisariatu
| stopień    | imię i nazwisko            | okres pełnienia służby  | kolejne stanowisko |
| ---------- | -------------------------- | ----------------------- | ------------------ |
| przodownik | Władysław Gomółka          | 1934-1939               | placówka Dwernik   |
| przodownik | przodownik Julian Zgłobisz | był w 1931              |                    |
| przodownik | Tadeusz Znojkiewicz        | 18 X 1933 – 14 III 1934 |                    |